# بروتن، ویکتوریا
بروتن (به انگلیسی: Bruthen) یک شهرک در استرالیا است که در ویکتوریا (استرالیا) واقع شده‌است.